# Nabelschnur-Ulzera-Darmatresie-Syndrom
Das Nabelschnur-Ulzera-Darmatresie-Syndrom ist ein sehr seltenes angeborenes Syndrom mit einer Kombination von Nabelschnur-Ulzera und Darmatresie. Klinisches Hauptmerkmal sind schwere intrauterine Blutungen.
Die Erstbeschreibung stammt aus dem Jahre 1991 durch die US-amerikanischen Pathologen Robert W. Bendon, R. Wes Tyson, Virginia J. Baldwin und Mitarbeiter.

## Verbreitung
Die Häufigkeit wird mit unter 1 zu 1.000.000 angegeben, bislang wurde über etwa 66 Betroffene berichtet. Die Ursache ist bislang unbekannt.
Bei 6–14 % von Ungeborenen mit Darmatresie des oberen Magen-Darm-Traktes entwickelt sich eine Nabelschnurulzeration. Es wird vermutet, dass diese mit In utero erfolgender Regurgitation von Galle zusammenhängt. Diskutiert werden auch gefäßbedingte Überreaktionen und Ischämie.

## Klinische Erscheinungen
Klinische Kriterien sind:
- Manifestation vorgeburtlich
- Darmatresie des oberen Magen-Darm-Traktes
- Nabelschnurulzerationen ab der 30. Schwangerschaftswoche
- vorzeitige Wehen
- Blasensprung
- massive foetale Blutungen
- Bradykardie
- ausgeprägte Anämie bei Geburt

## Diagnose
Die Verdachtsdiagnose kann durch Feinultraschall erfolgen, ein Polyhydramnion ist erstes Hinweiszeichen. Blutnachweis im Fruchtwasser oder sichtbare Nabelschnurblutung im Farbdoppler sind Alarmzeichen.

## Differentialdiagnostik
Abzugrenzen sind:
- Fehlen der Wharton-Sulze
- Ductus omphaloentericus mit Magenschleimhaut
- Hämangiom der Nabelschnur
- Hämatom der Nabelschnur

## Heilungsaussichten
Die Prognose gilt als ungünstig mit einer hohen Letalität intrauterin oder als Neugeborenes.